# Мойсисович фон Мойшвар, Родерих
Родерих Эдмунд Ладислаус Антон Юлиус Мойсисович фон Мойшвар (нем. Roderich Edmund Ladislaus Anton Julius Mojsisovics von Mojsvár; 10 мая 1877, Грац — 30 марта 1953, Брук-ан-дер-Мур) — австрийский композитор, дирижёр и музыкальный педагог.

## Биография
Учился в Кёльнской консерватории у Франца Вюльнера и Отто Клаувеля, затем в Мюнхенской у Людвига Тюйе. В 1903—1907 гг. хормейстер оперного театра в Брно. В 1911—1931 гг. руководил Музыкальным обществом Граца и музыкальной школой при нём, в 1920 г. преобразованной в Штирийскую консерваторию. В 1932—1935 гг. преподавал в Университете Граца, в 1935—1941 гг. в Мюнхене, в 1941—1944 гг. профессор композиции в Мангейме. Среди его учеников, прежде всего, Грета фон Цириц.
В композиторском наследии Мойсисовича — оперы «Нинион» (1907 г.), «Красные маски» (нем. Die roten Dominos; 1907 г.) и др., пять программных симфоний (№ 1 — «В Альпах», № 2 — «Барокко-идиллия», № 3 — «Германия», № 4 — «Весна», № 5 — «Микеланджело»), симфоническая поэма «Стелла», увертюры, концерт для скрипки с оркестром, камерная, вокальная и хоровая музыка. Ему принадлежит также книга о Максе Регере, продолжателем которого он был.